# Salvador Sobral
Salvador Vilar Sobral (Lisboa, 28 de diciembre de 1989), conocido como Salvador Sobral, es un cantante y músico portugués. En 2017 llevó a Portugal a su primera victoria en el Festival de la Canción de Eurovisión con el tema «Amar pelos dois», compuesto por su hermana Luísa Sobral. Desde entonces ha desarrollado su carrera musical en el ámbito del jazz.

## Biografía
Sobral nació en Lisboa el 28 de diciembre de 1989. Su padre es Salvador Luís Cabral Braamcamp Sobral (1955, nieto del 4° Conde de Sobral) y su madre es Luísa Maria Cabral Posser Vilar (1960). Su hermana mayor, Luísa Sobral, es también cantante y compositora.
En 2009 participó en la tercera temporada del programa televisivo Ídolos —versión portuguesa de Pop Idol— y finalizó séptimo, al tiempo que lo compaginaba con la carrera de Psicología por el Instituto Superior de Psicología Aplicada. Arrepentido por su decisión de participar en ese programa, decidió marcharse con una beca Erasmus a Palma de Mallorca (España), donde comenzó a cantar en bares y mostrar interés por la música jazz, además de viajar por diversas ciudades del país.
Abandonó la carrera de Psicología y en 2010 se instaló definitivamente en España para estudiar música en el Taller de Músics de Barcelona.
La trayectoria de Sobral se ha encaminado hacia la música jazz y alternativa, tomando como referencias a Chet Baker, la bossa nova y los sonidos latinoamericanos. En 2014 formó parte de Noko Woi, un grupo venezolano afincado en Barcelona que llegaría a actuar en el festival Sónar. Y en 2016, ya de vuelta a Lisboa, publicó su debut en solitario, Excuse Me, en colaboración con el pianista Júlio Resende.
En 2017 se proclamó vencedor del Festival RTP da Canção con la balada «Amar pelos dois», compuesta por su hermana Luísa. Gracias a esa victoria, Sobral fue el representante de Portugal en el Festival de Eurovisión 2017. Los primeros ensayos en Kiev fueron llevados a cabo por su hermana, ante el débil estado de salud de Salvador. Tras superar la semifinal, el día 13 de mayo, el artista se proclamó vencedor con 758 puntos en la gran final, liderando tanto el televoto como el jurado profesional. Salvador era el gran favorito junto con el italiano Francesco Gabbani. De este modo el país luso se hizo con la victoria por primera vez desde que comenzó a participar en 1964.
En septiembre del mismo año tuvo que retirarse temporalmente de los escenarios por una dolencia cardíaca. Sobral permaneció cuatro meses en un hospital de Lisboa a la espera de un trasplante de corazón, completado en diciembre del mismo año. Y tras recuperarse sin contratiempos en la unidad de cuidados intensivos, recibió el alta médica el 12 de enero de 2018. Retomaría su carrera artística con una reaparición en la final del Festival de Eurovisión 2018 en Lisboa junto a Caetano Veloso. En 2019 publicó su segundo álbum "Paris, Lisboa", donde interpreta temas en cuatro lenguas. 
En 2020 realizó un cameo en la comedia Eurovision: The Story of Fire Saga.
El 28 de mayo de 2021, lanzó su tercer álbum en solitario, bpm, el cual el álbum fue nominado a Mejor Ingeniería de Grabación para un Álbum en la 22ª edición de los Premios Grammy Latinos.
Tras la publicación de su álbum Timbre, publicado en 2023, publica junto a la cantante Silvia Pérez Cruz el album "Silvia & Salvador", en el que, junto a la cantante de Gerona, interpretan temas en 5 idiomas distintos: castellano, portugués, catalán, inglés y francés.

## Discografía
- Excuse Me (Valentim de Carvalho, 2016)
- Paris, Lisboa (Warner Music, 2019)
- bpm (Warner Music, 2021)
- Sal (LP 2023)
- Timbre (Warner Music Spain, 2023)

## Distinciones honoríficas
- Comandante de la Orden del Mérito (República Portuguesa, 23/04/2018).[22][23]